# Wolfgang Rehm

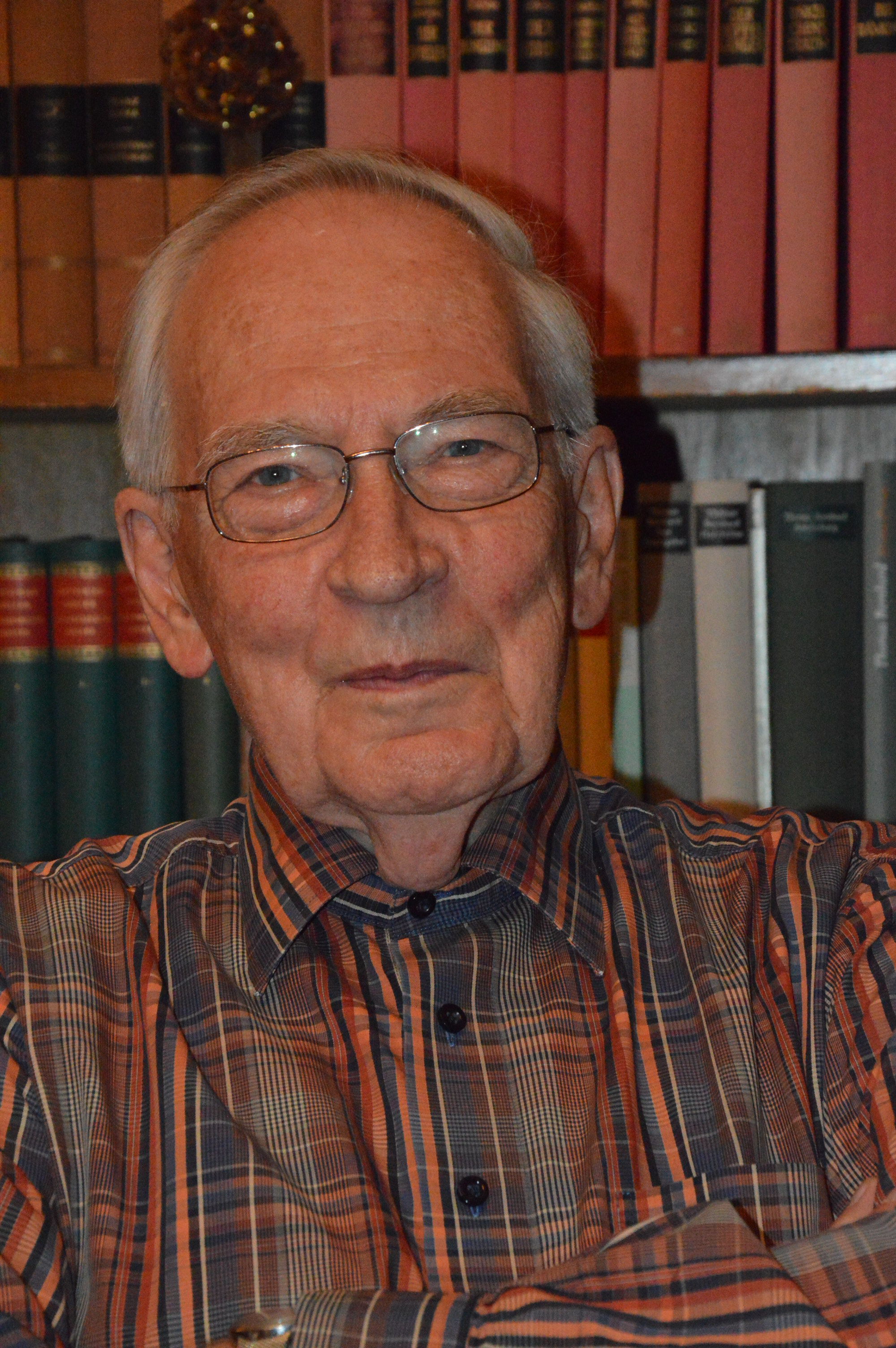
Wolfgang Rehm (2014)

Wolfgang Rehm (* 3. September 1929 in München; † 6. April 2017) war ein deutscher Musikwissenschaftler mit den zentralen Berufsfeldern „Musikverlag“ und „Neue Mozart-Ausgabe“ (1955 ff.).

## Werdegang
Wolfgang Rehm studierte von 1948 bis 1952 an der Albert-Ludwigs-Universität Freiburg Musikwissenschaft 
(Nebenfächer: Neuere deutsche Literaturgeschichte sowie Mittelalterliche Geschichte) und wurde dort 1952 mit einer Arbeit über das Chansonwerk des frankoflämischen Komponisten Gilles Binchois (um 1400 bis 20. September 1460) promoviert. 
Von 1952 bis 1954 volontierte Rehm beim Musikverlag Breitkopf & Härtel Wiesbaden und begann am 1. Mai 1954 als wissenschaftlicher Mitarbeiter und Lektor im Bärenreiter-Verlag Kassel, zunächst mit Schwerpunkt Gesamtausgaben, wurde 1971 Cheflektor und 1975 Mitglied der Geschäftsleitung mit Verantwortungsbereich „Produktion Buch und Musik“. 
1981/82 wechselte Rehm nach Salzburg und war dort von 1981 bis 1994 hauptberuflich Mitglied der Editionsleitung der Neuen Mozart-Ausgabe (NMA), in die ihn die Internationale Stiftung Mozarteum Salzburg als Herausgeberin dieser Ausgabe im Jahr 1960 berufen hatte und in der er bis zum 30. Juni 2007, dem offiziellen Abschluss der aus 132 Bänden bestehenden NMA, aktiv tätig gewesen war und in der er auch mitverantwortlich zeichnete. 
Wolfgang Rehm war von 1959 bis 2002 Vorstandsmitglied verschiedener fachbezogener und künstlerisch ausgerichteter Gesellschaften und Vereine, zeitweise auch Mitglied im Herausgeberkollegium der Gluck-Gesamtausgabe sowie der New Berlioz Edition, und er gehörte zu den Begründern der Neuen Schubert-Ausgabe. 
1975 bis 1986 war Rehm verantwortlich beteiligt an der Programm-Gestaltung für die Kasseler Musiktage, von 1985 bis 1997 für jene der Salzburger Mozartwoche. Seit 1965 war er Mitglied des Zentralinstitutes für Mozart-Forschung (heute: Akademie für Mozart-Forschung) bei der Internationalen Stiftung Mozarteum Salzburg, deren Kuratorium er von 1991 bis 1999 angehört hat.

## Ehrungen (Auswahl)
- 1977: Österreichisches Ehrenkreuz für Wissenschaft und Kunst I. Klasse
- 1979: Silberne Mozart-Medaille der Internationalen Stiftung Mozarteum
- 1991: Professorentitel (Land Baden-Württemberg)
- 2007: Goldene Mozart-Medaille der Internationalen Stiftung Mozarteum

Rehm war zudem Ehrenmitglied der meisten fachbezogenen Gesellschaften, für die er in seiner aktiven Berufszeit tätig war.

## Veröffentlichungen
- (seit 1989 in Auswahl; siehe aber bei Festschrift im Abschnitt Literatur)
- Editionen im Rahmen der Neuen Mozart-Ausgabe (u. a. 1991 Così fan tutte sowie 1998 Nachträge. Band 3: Klaviermusik, beides mit Faye Ferguson), vor allem aber Kritische Berichte zu bereits früher vorgelegten NMA-Bänden:
- 1996 zu X/29: Werke zweifelhafter Echtheit. Band 2 (zusammen mit Franz Giegling)
- 1998 zu V/18: Klavierkonzerte. Band 8
- 1998 zu IX/25: Klaviersonaten. Band 1 und 2
- 1999 zu II/5/9: Il re pastore (zusammen mit Pierluigi Petrobelli)
- 2000 zu IX/27: Klavierstücke Band 1 und 2
- 2003 zu II/5/17: Il dissoluto punito ossia il Don Giovanni
- 2004 zu II/5/2: La finta semplice

- Die Neue Mozart-Ausgabe. Texte. Bilder. Chronik 1955–2007 (zusammen mit Dietrich Berke und unter Mitarbeit von Miriam Pfadt), Kassel etc. 2007

- Mozarts Nachlass und die Andrés. Dokumente zur Vertheilung und Verlosung von 1854, Offenbach am Main 1999
- Musikwissenschaftliche Einführung zur Faksimile-Ausgabe von Mozarts Autograph zum Don Giovanni KV 527, in: Mozarts Operas in Facsimile IV, The Packard Humanities Institute Los Altos/California 2009